# The Blackberry Jams
The Blackberry Jams es una colección de grabaciones privadas hechas por Jason Becker, entre 1987 y 1988. Este álbum fue lanzado el 11 de marzo de 2003.

## Listado de canciones
CD 1

| N.º | Título                                 | Duración |  |
| 1.  | «Go Off! Intro»                        | 0:56     |  |
| 2.  | «Groin-grabbingly Transcendent»        | 1:48     |  |
| 3.  | «Opitudes»                             | 5:32     |  |
| 4.  | «Church Of The Weird»                  | 4:01     |  |
| 5.  | «Mabel’s Air… Could It Be Any Faster?» | 4:15     |  |
| 6.  | «Short X-Ray Eyes»                     | 0:50     |  |
| 7.  | «Airage»                               | 1:29     |  |
| 8.  | «Perpetual Burn»                       | 3:26     |  |
| 9.  | «Ashram Of You, Lee»                   | 3:17     |  |
| 10. | «Images Intro»                         | 0:21     |  |
| 11. | «Mabel… Simple Little Nibbling»        | 2:12     |  |
| 12. | «Jewel»                                | 1:44     |  |
| 13. | «Kind Of Like A Spring»                | 0:56     |  |
| 14. | «Air»                                  | 2:48     |  |
| 15. | «Ten Yellow Pointy Kitties»            | 2:43     |  |

CD 2

| N.º | Título                                          | Duración |  |
| 1.  | «Absurd Temple Jig»                             | 1:04     |  |
| 2.  | «Part Of Stranger»                              | 0:48     |  |
| 3.  | «There’s That»                                  | 1:33     |  |
| 4.  | «Black Cat»                                     | 4:14     |  |
| 5.  | «Little Rippage»                                | 0:35     |  |
| 6.  | «Perpetual Tudes»                               | 4:50     |  |
| 7.  | «Floor Pie»                                     | 1:06     |  |
| 8.  | «El Beckero»                                    | 1:04     |  |
| 9.  | «Pocus I Say»                                   | 1:38     |  |
| 10. | «Conglomeration… Boy Meets Guitar»              | 5:10     |  |
| 11. | «Little Dweller»                                | 1:00     |  |
| 12. | «Jewel#2»                                       | 2:49     |  |
| 13. | «Long X-Ray Eyes»                               | 4:58     |  |
| 14. | «Altitudes Jam»                                 | 2:51     |  |
| 15. | «Bemesderfer’s Wooping Stick»                   | 1:14     |  |
| 16. | «If It Weren’t So Purdy I’d Call It Skin Flute» | 2:31     |  |

## Personal
- Jason Becker
- Dave Creamer
- Marty Friedman
- Mike Varney
- Atma Anur
- Mike Bemesderfer
- Joe Becker
- George Bellas